# Tres solters i un biberó
Tres solters i un biberó  (títol original: Three Men and a Baby) és una comèdia de l'any 1987 dirigida per Leonard Nimoy i amb Tom Selleck, Steve Guttenberg i Ted Danson com a actors principals. És un remake de la pel·lícula francesa de 1985 Trois hommes et un couffin. Ha estat doblada al català.

## Argument
Tres amics solters comparteixen un apartament a Nova York: Peter (arquitecte), Michael (dibuixant) i Jack (actor). Mentre Jack filma una pel·lícula a Turquia, els seus companys reben una sorpresa: algú deixa un bebè a la seva porta. La petita es diu Mary i és filla de Jack, encara que aquest no sap res sobre aquest tema. Peter i Michael han de cuidar al bebè i s'adonen del difícil que pot ser aquesta tasca.

## Repartiment
- Tom Selleck: Peter Mitchell
- Steve Guttenberg: Michael Kellam
- Ted Danson: Jack Holden
- Nancy Travis: Sylvia Bennington
- Margaret Colin: Rebecca
- Alexandra Amini: Patty
- Lisa Blair: Mary Bennington
- Michelle Blair: Mary Bennington
- Dave Foley: Encarregat de magatzem
- Paul Guilfoyle: Vince
- Cynthia Harris: Mrs. Hathaway

## Premis i nominacions
| Any  | Premi                 | Categoria                       | Resultat   |
| ---- | --------------------- | ------------------------------- | ---------- |
| 1988 | ASCAP Award           | Top Box Office Films            | Guanyadora |
| 1988 | People's Choice Award | Comèdia Favorita                | Guanyadora |
| 1989 | Premi Young Artist    | Millor Film de Comèdia Familiar | Nominada   |